# 47 Arietis
Désignations
47 Arietis (en abrégé 47 Ari) est une étoile binaire de la constellation du Bélier. 47 Arietis est sa désignation de Flamsteed. Elle est faiblement visible à l'œil nu avec une magnitude apparente de 5,80. Sur la base d'un décalage annuel de la parallaxe de 30,15 ± 0,30 mas, le système est distant d'environ 108 années-lumière (33 parsecs) de la Terre.
47 Arietis s'éloigne du Système solaire avec une vitesse radiale de 26,6 km/s. Son mouvement propre est relativement élevé, traversant la sphère céleste à une vitesse de 0,237 seconde d'arc par an. La combinaison de ces mouvements indique que le système est membre du superamas des Hyades,.
Li et al. (2000) ont classé l'étoile primaire, 47 Arietis A, comme une étoile jaune-blanc de la séquence principale de type spectral F0 V(e). Auparavant, Cowley (1976) avait répertorié un type spectral de F5 IV, ce qui indiquerait qu'il s'agirait plutôt d'une étoile sous-géante,. Il s'agit très probablement (97,8 % de chance) de la source d'émission de rayons X détectée à ces coordonnées et il s'agit d'une source radio. L'étoile a 1.55 M☉, rayonne 4,43 L☉ et sa température effective est de 6 633 K.
Son compagnon, 47 Arietis B, est une naine rouge située à une distance angulaire de 14,8 secondes d'arc et à un angle de position de 113° de 47 Arietis A en 1998. Cette étoile a un type spectral M3,5 et une magnitude apparente dans la bande J en infrarouge de 10,47.